# Kizilszkojei járás

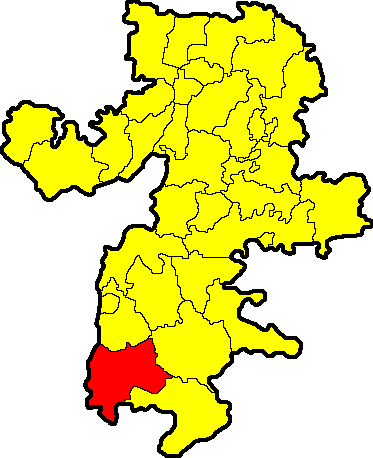
A Kizilszkojei járás a Cseljabinszki területen

A Kizilszkojei járás (oroszul Кизильский район) Oroszország egyik járása a Cseljabinszki területen. Székhelye Kizilszkoje.

## Népesség
- 1989-ben 30 220 lakosa volt.
- 2002-ben 27 679 lakosa volt, melyből 17 823 orosz, 4662 kazah, 3356 baskír, 713 tatár, 332 ukrán, 258 fehérorosz stb.
- 2010-ben 25 876 lakosa volt, melyből 17 124 orosz, 4373 kazah, 2895 baskír, 558 tatár, 192 ukrán, 145 fehérorosz stb.